# Busto Tusculum

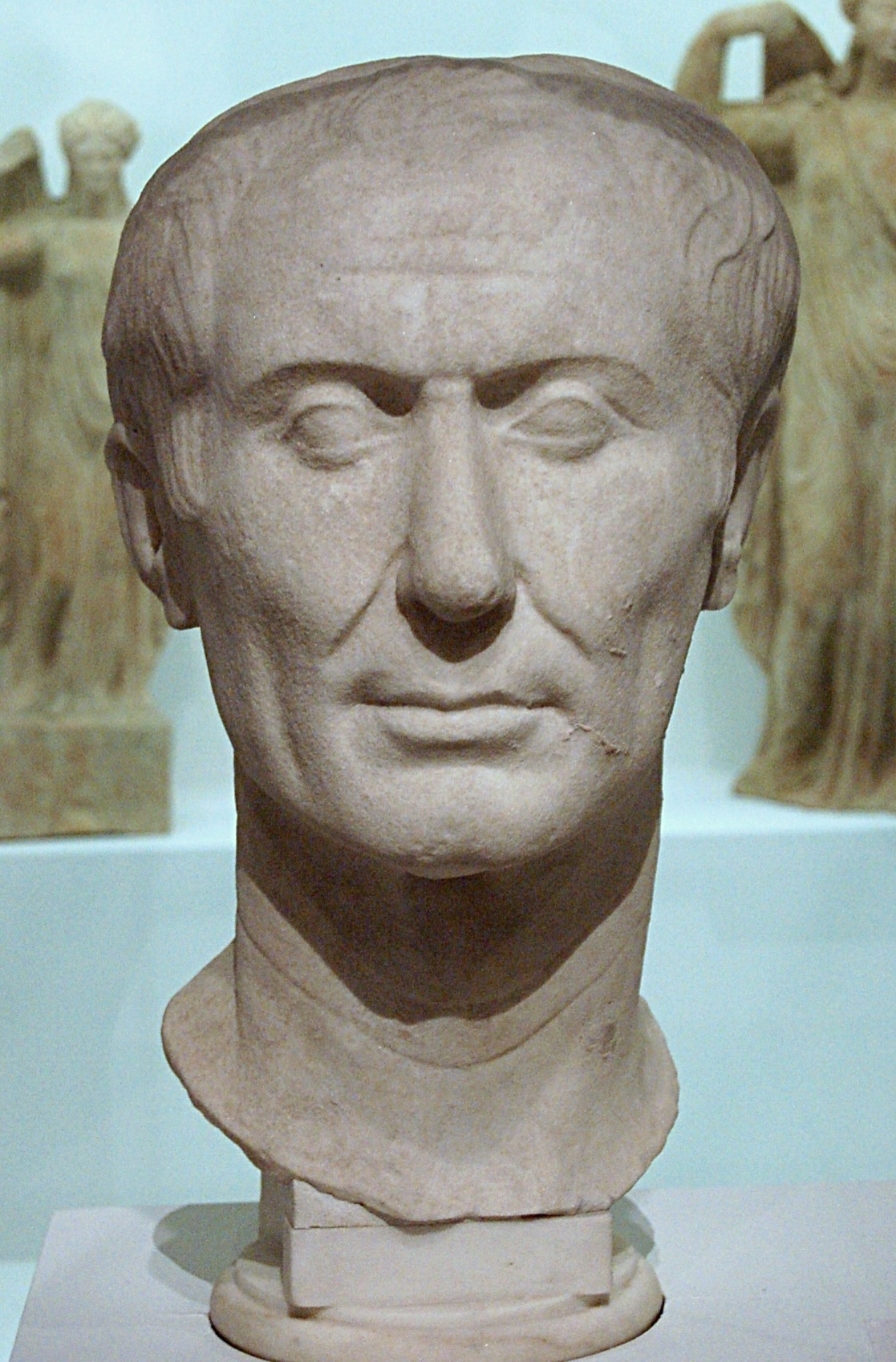
El Busto Tusculum representa a Julio César.

El Busto Tusculum, también llamado el Retrato Tusculum, es el único retrato conservado de Julio César que se hizo en vida. Es también una de las dos representaciones fidedignas aceptadas de César (junto al César de Chiaramonti) que se hicieron antes del principio del Imperio Romano. Siendo una de las copias del original de bronce, el busto está datado en los años 50 a 40 a. C. y está albergado en la colección permanente del Museo de Antigüedades de Turín, Italia. Hecho de mármol de grado fino, el busto mide 33 cm de altura.

## Descripción
Las características faciales del retrato son compatibles con las empleadas en las monedas representando a César que se acuñaron en su último año de vida, particularmente en el denario emitido por Marco Metio. La cabeza del busto se prolonga, probablemente debido a una deformación causada por la osificación prematura de las suturas entre los huesos parietal y temporal que César tuvo de niño. El retrato también exhibe un elevado índice cefálico y un cuello arrugado, que podría haber sido causado por años de campañas en condiciones climáticas extremas; esta característica se ha omitido en otros bustos póstumos, pero se puede ver en al menos una moneda emitida en vida de César. Según Jirí Frel, esto caracteriza a César como un general más que como un gobernante, a diferencia de los bustos posteriores. El cabello es escaso. Estas características realistas colocan al busto en la tradición verista republicana, a diferencia de otros retratos supervivientes identificados como César de época imperial, más idealizados.

## Historia
El busto fue excavado por Luciano Bonaparte en el foro de Tusculum en 1825 y posteriormente llevado al Castillo de Agliè, aunque no fue reconocido como un busto de César hasta que Maurizio Borda lo identificó en 1940. El retrato fue exhibido en el Museo del Louvre junto al busto de Arles, hasta que fue trasladado al Museo de Antigüedades de Turín. Hay tres copias conocidas del busto, una en la Abadía de Woburn y otras en colecciones privadas en Florencia y Roma.